# Palazzo Donnaregina
Il Palazzo Donnaregina è ubicato in via Luigi Settembrini a Napoli. 
L'edificio è di rilevante valore architettonico.
Dal 2005, in seguito a restauro architettonico di Álvaro Siza, ospita il  MADRE Museo d'arte contemporanea Donnaregina.